# Akiko Tsuruga
Akiko Tsuruga (japanisch 敦賀 明子 Tsuruga Akiko; * in Amagasaki, Präfektur Hyōgo) ist eine japanische Soul-Jazz-Musikerin am Piano und Hammondorgel.

## Leben und Wirken
Akiko Tsuruga wurde bekannt, als sie Anfang der 2000er Jahre in der Jazzszene von New York City arbeitete, nachdem sie kurz zuvor an der Musikschule von Osaka graduiert hatte. Sie spielte in Japan u. a. mit Roy Hargrove, Jeff „Tain“ Watts und Grady Tate, der 2004 auch an ihrem Debütalbum Harlem Dreams mitwirkte. Stilistisch orientiert sie sich an den Hardbop- und Soul-Jazz-Organisten der 1960er Jahre, wie Charles Earland, Jack McDuff, Jimmy McGriff oder Jimmy Smith. In New York arbeitete sie in den 2010er Jahren sie mit einem Trio aus Eric Johnson (Gitarre) und Vincent Ector (Schlagzeug), mit dem sie u. a. in Jazzclubs wie Dizzy’s und im Blue Note auftrat. 2019 gehörte sie Ralph Lalamas Trio Bop-Juice (mit Clifford Barbaro) an. Beim Down Beat Critics Poll 2020 wurde sie Siegerin als Rising Star in der Kategorie Orgel.

## Diskographische Hinweise
- Harlem Dreams (2004, M&I) mit Frank Wess und Grady Tate
- Sweet and Funky (2007, 18th & Vine)
- St. Louis Blues (2007, Mojo)
- NYC Serenade with Jimmy Cobb (2008, Mojo)
- Oriental Express (2008, 18th & Vine)
- Sakura (2011, 1-2-3-4 GO; American Showplace Music)
- Commencement with Jeff Hamilton and John Hart (2014, Somethin' Cool; AT Records)
- Pelham Parkway by Kevin Golden Trio (2016, Kevin Golden Productions)
- So Cute, So Bad with Jeff Hamilton and Graham Dechter (2017, Somethin' Cool; AT Records)
- Pride & Joy by Lioness [all female group] (2019, Posi-Tone Records)
- Equal Time with Jeff Hamilton and Graham Dechter (2019, Capri Records)
- Beyond Nostalgia (2024, SteepleChase)